# Liste der Kulturgüter in Torricella-Taverne
Die Liste der Kulturgüter in Torricella-Taverne enthält alle Objekte in der Gemeinde Torricella-Taverne im Kanton Tessin, die gemäss der Haager Konvention zum Schutz von Kulturgut bei bewaffneten Konflikten, dem Bundesgesetz vom 20. Juni 2014 über den Schutz der Kulturgüter bei bewaffneten Konflikten sowie der Verordnung vom 29. Oktober 2014 über den Schutz der Kulturgüter bei bewaffneten Konflikten unter Schutz stehen.
Objekte der Kategorie A sind im Gemeindegebiet nicht ausgewiesen, Objekte der Kategorie B sind vollständig in der Liste enthalten, Objekte der Kategorie C fehlen zurzeit (Stand: 1. Januar 2023).

## Kulturgüter
| Foto |                                                                                          | Objekt                                                                                               | Kat. | Typ | Standort                           | Beschreibung |
| ---- | ---------------------------------------------------------------------------------------- | --- | ---- | --- | ---------------------------------- | ------------ |
| BW   | Datei hochladen · Wikidata zu Ruinen Torricella-Taverne (Q29889983)                      | Castello, mittelalterliche Burgruine / Castello, ruderi del castello medievale KGS-Nr.: 12032        | A    | F   | 715476 / 103070                    |              |
| BW   | Datei hochladen · Wikidata zu Pfarrkirche Santi Maurizio e Biagio (Q3668296)             | Pfarrkirche Santi Maurizio e Biagio / Chiesa parrocchiale dei Santi Maurizio e Biagio KGS-Nr.: 05756 | B    | G   | Via alla Chiesa 33 714797 / 102506 |              |
| BW   | Datei hochladen · Wikidata zu Monte Barro, Ruinen der mittelalterlichen Burg (Q29889985) | Monte Barro, mittelalterliche Burgruine / Monte Barro, ruderi del castello medievale KGS-Nr.: 12033  | B    | G   | 714440 / 103418                    |              |